# 올림픽 빌리지역
올림픽 빌리지(Olympic Village)역은 캐나다 메트로 밴쿠버의 도시철도 스카이트레인 캐나다선의 역이다. 이 역은 캐나다 브리티시컬럼비아주 밴쿠버에 있는 캠비 스트리트교(Cambie Street Bridge)와 인접한 캠비가(Cambie Street)와 서 2번로(2nd Avenue)의 교차로에 위치해 있다.
이 역은 페어뷰 인근에 위치해 있으며, 2010년 동계 올림픽을 위해 건설된 선수촌(Olympic Village)을 포함한 남부 펄스 크릭(False Creek)의 주거 및 상업 지역을 운행한다. "올림픽"이라는 용어는 국제 올림픽 위원회에 의해 사용 허가를 받았다.

## 역사
캐나다선의 계획 및 승인 과정에서, 올림픽 빌리지역은 처음에는 노선의 나머지 부분과 함께 완공될 예정이었다. 이 프로젝트의 비용이 트랜스링크 (2005년경)에 의해 축소되어야 했을때, 이 역은 캐나다선의 개통 이후까지 연기되었다. 그러나 밴쿠버시는 역 부지를 소유하고 그 지역과 인근 동남부 펄스 크릭 지역의 재개발을 촉진하기 위해 역의 건설을 후원하기로 결정했으며, 역 건설은 초기 단계로 복원되었다.
이 역은 2009년에 개장했으며 건축 회사인 VIA Architecture가 설계했다. 원래 역명은 "2번로(2nd Avenue)"였다가, "펄스 크릭 사우스(False Creek South)"로 개명했고, 이후 현재의 "올림픽 빌리지(Olympic Village)"로 개명했다.

## 운영
올림픽 빌리지역은 Spyglass and Stamp's Landing의 펄스 크릭 페리 및 아쿠아버스 여객선 정류장에서 도보 거리에 있다. 두 회사 모두 그랜빌 섬, 데이비드 램 파크, 얄타운, 플라자 오브 네이션스, 사이언스 월드에, 펄스 크릭 페리는 키실라노와 웨스트 엔드에 운행한다.
이 역은 밴쿠버 다운타운 역사철도(Vancouver Downtown Historic Railway)의 레그인부트(Leg-In-Boot) 역에서 도보 거리에 있었는데, 1998년부터 2011년까지 주말 동안 운행되었으며, 사이언스 월드와 메인 스트리트-사이언스 월드역에서 그랜빌 섬까지 연결하는 트램 노선이다. 다운타운 역사철도는 현재 재정적인 제약으로 인해 운행되지 않고 있다.
2010년 동계 올림픽 기간 동안, 올림픽 노면전차 시범 노선인 "올림픽선"(Olympic Line)이 올림픽 빌리지역과 그랜빌 섬 사이를 다운타운 역사철도에서 운영하였다.

## 역 정보

### 역 구조
| S | 거리층                          | 출구                                                                  |
| C | 대합실                          | 컴파스 자동발매기, 요금 게이트                                        |
| T | 1번 승강장 내행                 | ← ■ 캐나다선 워터프런트 방면 (예일타운-라운드하우스)                  |
| T | 섬식 승강장, 왼쪽 출입문이 열림 |                                                                       |
| T | 2번 승강장 외행                 | ■ 캐나다선 리치먼드-브리그하우스 및 YVR-공항 방면 (브로드웨이-시청) → |

### 출구
올림픽 빌리지역의 출구는 캠비 스트리트 교(Cambie Street Bridge)의 남서쪽 끝에 있는 2번로(2nd Avenue)에 하나 있다.

### 연결 교통
올림픽 빌리지역 인접에 정차하는 버스 노선은 아래와 같다.:
| Bay | 노선       | 비고                                       |
| --- | ---------- | ------------------------------------------ |
| 1   | 2번로 서행 | 50 Waterfront Station(워터프런트역) 84 UBC |
| 2   | 2번로 동행 | 15 Cambie(캠비)                            |
| 3   | 2번로 동행 | 84 VCC–Clark Station(VCC-클라크역)         |

## 공공예술
역 밖에는 사람들이 앉을 수 있도록 벤치 역할을 하는 Marie Khouri의 조각품인 "Le Banc" 또는 "The Bench"가 있다. 캐나다선이 개통된 직후, 이 조각품은 경사로로 사용한 스케이트보더들에 의해 훼손되었다. 이후 Khouri가 자비로 수리하였다.